# Upplands runinskrifter 430
Upplands runinskrifter 430 är en vikingatida runsten av granit som stått i Åshusby, Norrsunda socken och Sigtuna kommun. Runstenen är 0,8 meter hög, 0,6 meter bred och 0,3 meter tjock. Runhöjden är cirka 8 centimeter. Ristningen är klumpigt utförd. U 430 förvaras i Norrsunda kyrkas vapenhus.
Den Borgulv som låtit resa U 430 omnämns också på U 429.

## Inskriften
Translitterering av runraden:
bur[kulfʀ] + u͡k + kuþluk + þu ris[tu stain þ]ina × iftiʀ × þurbiarn s(u)[n · sin · kuþan]
Normalisering till runsvenska:
Borgulfʀ ok Guðlaug þau ræistu stæin þenna æftiʀ Þorbiorn, sun sinn goðan.
Översättning till nusvenska:
Borgulv och Gudlög de reste denna sten efter Torbjörn, sin gode son.